# The Imperial March
La Marche impériale
The Imperial March (Darth Vader's Theme), également appelé La Marche impériale en français, est un thème musical présent dans la franchise Star Wars. Il a été composé par John Williams pour le film Star Wars, épisode V : L'Empire contre-attaque.
La musique a été révélée au public le 29 avril 1980, trois semaines avant la sortie du film, lors du premier concert de John Williams en tant que chef d'orchestre de l'Orchestre symphonique de Boston. Elle est devenue disponible à la vente le 16 mai 1980, au sein de l'album Star Wars, épisode V : L'Empire contre-attaque, cinq jours avant l'avant-première du film.
The Imperial March est un des thèmes musicaux de film les plus connus, ainsi qu'un exemple classique de leitmotiv, de par sa récurrence dans les films de la saga, devenant la signature sonore de chaque apparition à l'écran du personnage de Dark Vador.
La musique a également été arrangée sur une tonalité majeure par le compositeur américain John Powell pour le film Solo: A Star Wars Story. Dans le film, la musique est de nature moins sinistre. Elle est utilisée dans des publicités par l'Empire galactique pour recruter des soldats impériaux. C'est également la seule fois où The Imperial March est un son diégétique dans un film Star Wars. Le compositeur américain Kevin Kiner fît de même pour la série animée Star Wars Rebels, où The Imperial March est utilisée comme une marche militaire célébrant l'anniversaire de l'Empire galactique.

## Influence
La marche impériale serait une reprise de la marche funèbre, Sonate pour piano no 2 de Chopin, passée en sol mineur et au tempo accéléré.